# 宇佐美和雄
宇佐美 和雄（うさみ かずお、1950年6月9日 - 1969年3月14日）は、千葉県出身のプロ野球選手。ポジションは投手。

## 来歴・人物
木更津中央高校では絶対的エースとしてノーヒットノーランを二度達成するなど活躍したが、1968年の全国高等学校野球選手権千葉大会では準決勝（対千葉県立千葉商業高等学校戦）で惜敗し、甲子園への出場は果たせなかった。同期には宇佐美と二本柱だった長谷川勉がいる。
同年のドラフト会議において、西鉄ライオンズに3巡目で指名され、入団する。同期には1巡目で東尾修、2巡目で乗替寿好がおり、宇佐美と共に「西鉄の三羽烏」と呼ばれていた。
1969年3月14日午後9時頃、西鉄ライオンズの雨天練習場での練習中に同僚の打球が宇佐美の左胸に直撃する事態が起きた。宇佐美は一度立ち上がったものの練習場の出口付近で再び倒れ、その場で人工呼吸や酸素吸入を受けたが、外傷性ショックのため30分後に死去した。プロ入りから僅か数ヶ月での悲劇だった。

## 詳細情報

### 年度別投手成績
- 一軍公式戦出場なし

### 背番号
- 36 （1969年）